# Cunha (São Paulo)
Pour les articles homonymes, voir Cunha.

Cunha est une ville brésilienne de l'État de São Paulo. Sa population était estimée à 21 874 habitants en 2010. La municipalité s'étend sur 1 407,172 km2. Elle fait partie de la Microrégion de Paraibuna/Paraitinga dans la Mésorégion Vallée du Paraíba Paulista.

## Démographie
| Évolution de la population (municipalité) | Évolution de la population (municipalité) | Évolution de la population (municipalité) | Évolution de la population (municipalité) |
| Année                                     | Population                                |                                           | %±                                        |
| ----------------------------------------- | ----------------------------------------- | ----------------------------------------- | ----------------------------------------- |
| 1920                                      | 29 171                                    |                                           |                                           |
| 1940                                      | 24 818                                    |                                           | −14,9%                                    |
| 1950                                      | 20 784                                    |                                           | −16,3%                                    |
| 1960                                      | 21 848                                    |                                           | 5,1%                                      |
| 1970                                      | 21 952                                    |                                           | 0,5%                                      |
| 1980                                      | 20 866                                    |                                           | −4,9%                                     |
| 1991                                      | 23 462                                    |                                           | 12,4%                                     |
| 2000                                      | 23 090                                    |                                           | −1,6%                                     |
| 2010                                      | 21 866                                    |                                           | −5,3%                                     |
| 2022                                      | 22 110                                    |                                           | 1,1%                                      |
| ,                                         |                                           |                                           |                                           |

## Maires
| Période | Période | Identité            | Étiquette | Qualité |
| ------- | ------- | ------------------- | --------- | ------- |
| 2009    | 2012    | Osmar Felipe Junior | PSDB      |         |